# Сич Олег Андрійович
Олег Андрійович Сич (нар. 22 травня 1960, Одеса, УРСР) — радянський та український футболіст, захисник.

## Кар'єра гравця
Олег Сич народився в Одесі. У футбол розпочав грати в СДЮСШОР «Чорноморець», де його першим тренером був Георгій Бурсаков. Після закінчення школи Олега взяли в дубль «Чорноморця». Потім він грав в місцевому СКА, знову в «Чорноморці», нікопольському «Колосі». У вищій лізі СРСР у складі «Чорноморця» виходив на поле в 23 матчах. У «Суднобудівник» Сича запросив старший тренер Євген Кучеревський. Дебют за «корабелів» відбувся 11 квітня 1985 року в Одесі в матчі зі СКА. За сім сезонів в центрі оборони миколаївської команди провів 261 гру, забив три м'ячі. У багатьох матчах виводив команду на поле з капітанською пов'язкою. У 1985 році був включений в число «22 найкращих футболістів другої ліги» на позиції «передній центральний захисник». Далі у футбольній біографії Олега були угорський «Халадаш», херсонська «Таврія». У сезоні 1995/96 років повернувся до Миколаєва, де провів п'ять матчів у вищій лізі за СК «Миколаїв» і завершив ігрову кар'єру.

## Статистика матчів за «Миколаїв»
| Клуб                 | Сезон                | Чемпіонат | Чемпіонат | Кубок | Кубок | Загалом | Загалом |
| Клуб                 | Сезон                | Матчі     | Голи      | Матчі | Голи  | Матчі   | Голи    |
| -------------------- | -------------------- | --------- | --------- | ----- | ----- | ------- | ------- |
| «Суднобудівник»      | 1985                 | 23        | 1         | 0     | 0     | 23      | 1       |
| «Суднобудівник»      | 1986                 | 39        | 0         | 0     | 0     | 39      | 0       |
| «Суднобудівник»      | 1987                 | 48        | 0         | 1     | 0     | 49      | 0       |
| «Суднобудівник»      | 1988                 | 42        | 0         | —     | —     | 42      | 0       |
| «Суднобудівник»      | 1989                 | 47        | 0         | —     | —     | 47      | 0       |
| «Суднобудівник»      | 1990                 | 32        | 0         | —     | —     | 32      | 0       |
| «Суднобудівник»      | 1991                 | 32        | 2         | —     | —     | 32      | 2       |
| «Суднобудівник»      | Итого                | 263       | 3         | 1     | 0     | 264     | 3       |
| СК «Миколаїв»        | 1995/1996            | 5         | 0         | 0     | 0     | 5       | 0       |
| СК «Миколаїв»        | Загалом              | 5         | 0         | 0     | 0     | 5       | 0       |
| Усього за «Миколаїв» | Усього за «Миколаїв» | 268       | 3         | 1     | 0     | 269     | 3       |

## Освіта
Закінчив Одеський технологічний інститут холодильної промисловості.